# Мартиновско благо
Мартиновско благо - благо, које је пронађено 1907. године на обали реке Росј у селу Мартиновка тада Кијевске губерније, Руска империја (данашња Черкаска област). Састоји се од 116 сребрних дела укупне тежине око 3,3 кг. Датира се VI-VII. веком. Неизвесно је коме је припадало благо, али најчешће га повезују са артефактима пенкивске културе, која је повезана са ранословенским племенима анта. Благо се данас чува по деловима у Националном музеју историје Украјине и његовим филиалама - Трезору Националног музеја историје Украјине (Кијев) и Британском музеју у Лондону.
Највероватније благо је припадало антском војнику који је њих добио у војним походима, наиме на Балкане.

## Опис
Благо укључује таква дела: 4 антропоморфне фигурице, 5 зооморфних фигурица, 3 прстне фибуле, 6 наруквица, винчике на чело, минђуше, подвеске на чело, гривне, пластине на кајиш, врхове кајишева, део тањира, чаше, кашика за евхаристију с лејбовима византијских мајстора. Материјал дела - сребро 400-900. пробе различитог порекла. Највећи интерес педстављају сребрне фигурице људи и животиња у оригиналном стилу. Неки научници у њима виде гуне и аваре.

Занимљиве су такође сребрне пластине - то су слике мушке фигуре величине 7,6 см, на лактовом изгибу имају рупе. Највероватније пластине су се качиле на одећу или коњско седло. Ноге мушкараца су савијене у коленима, а руке - постављене на кукове, као код плесача. Кошуљу мушкараца украшавају прекрштене линије, као да они носе вишиванку.
- Фибула

</gallery>

## Белешке
1. ↑  „Мартинівський скарб, VI—VII ст., Черкащина [Архівовано 15 листопада 2021 у Wayback Machine.]”. Архивирано из оригинала 15. 11. 2021. г. Приступљено 08. 03. 2024.
2. ↑  „British Museum Collection [1] [Архівовано 15 листопада 2021 у Wayback Machine.]”. Архивирано из оригинала 15. 11. 2021. г. Приступљено 08. 03. 2024.
3. ↑  О. М. Приходнюк. (2009). Мартинівський скарб // Енциклопедія історії України : у 10 т. / редкол.: В. А. Смолій (голова) та ін. ; Інститут історії України НАН України. —  Т. 6. К.: Наукова думка. стр. С.531.
4. ↑  Черепанова С. О. (2007). Мартинівський скарб [Архівовано 13 серпня 2013 у Wayback Machine.] // Філософія родознавства / С. О. Черепанова; передм. проф. В. Г. Скотного. К.: Знання. стр. 460 с.

## Линкови
- Мартинівський скарб // YouTube · Національний музей історії України. — 13 квіт. 2021.
- Мартинівський скарб. Антропоморфні та зооморфні фігурки 500—700 CE // Google Arts &amp; Culture. Національний музей історії України